# Liste der Biografien/Eig
Liste der Biografien |
Portal Biografien |
Personensuche
# |
A |
B |
C |
D |
E |
F |
G |
H |
I |
J |
K |
L |
M |
N |
O |
P |
Q |
R |
S |
T |
U |
V |
W |
X |
Y |
Z |
?
 
Ea |
Eb |
Ec |
Ed |
Ee |
Ef |
Eg |
Eh |
Ei |
Ej |
Ek |
El |
Em |
En |
Eo |
Ep |
Eq |
Er |
Es |
Et |
Eu |
Ev |
Ew |
Ex |
Ey |
Ez
 
Eia |
Eib |
Eic |
Eid |
Eie |
Eif |
Eig |
Eih |
Eij |
Eik |
Eil |
Eim |
Ein |
Eip |
Eir |
Eis |
Eit |
Eiv |
Eix |
Eiy |
Eiz
Die Liste der Biografien führt alle Personen auf, die in der deutschsprachigen Wikipedia einen Artikel haben. Dieses ist eine Teilliste mit 84 Einträgen von Personen, deren Namen mit den Buchstaben „Eig“ beginnt.

## Eig

### Eiga
- Eiga, Naoki (* 1967), japanischer Kendoka
- Eigamoiya, nauruische Königin und Vermählte des Königs Auweyida

### Eige
- Eigel, Hanna (* 1938), österreichische Eiskunstläuferin
- Eigeldinger, Émile (1886–1973), französischer Radrennfahrer
- Eigeldinger, Jean-Jacques (* 1940), Schweizer Musikwissenschaftler
- Eigeman, Chris (* 1965), US-amerikanischer Schauspieler
- Eigen, Frauke (* 1969), deutsche Fotografin und Künstlerin
- Eigen, Karl (1927–2016), deutscher Landwirt und Politiker (CDU), MdB
- Eigen, Manfred (1927–2019), deutscher Biophysiker, Nobelpreisträger für Chemie
- Eigen, Peter (* 1938), deutscher Jurist
- Eigenberg, David (* 1964), US-amerikanischer SchauspielerDavid Eigenberg (* 1964)

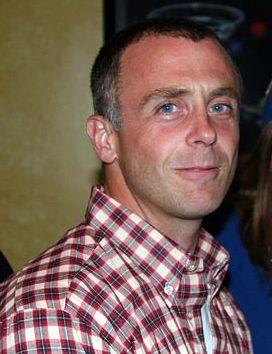
David Eigenberg (* 1964)

- Eigenberger, Ernst (1899–1945), tschechoslowakischer Chemiker und Hochschullehrer
- Eigenberger, Robert (1890–1979), österreichischer Kunsthistoriker, Restaurator und Maler
- Eigenbrod, Thorvald (1892–1977), dänischer Hockeyspieler
- Eigenbrodt, Alexander (1813–1864), hessischer Gutsbesitzer, Politiker und Abgeordneter
- Eigenbrodt, Claudia (* 1968), deutsche Fußballspielerin
- Eigenbrodt, Dirk (* 1969), deutscher Boxer
- Eigenbrodt, Hans-Walter (1935–1997), deutscher Fußballspieler
- Eigenbrodt, Karl (1826–1900), deutscher Mediziner und Politiker
- Eigenbrodt, Karl Christian (1769–1839), hessischer Politiker
- Eigenbrodt, Reinhard (1799–1866), hessischer Abgeordneter und Innenminister
- Eigendorf, Jörg (* 1967), deutscher Journalist
- Eigendorf, Katrin (* 1962), deutsche FernsehjournalistinKatrin Eigendorf (* 1962)

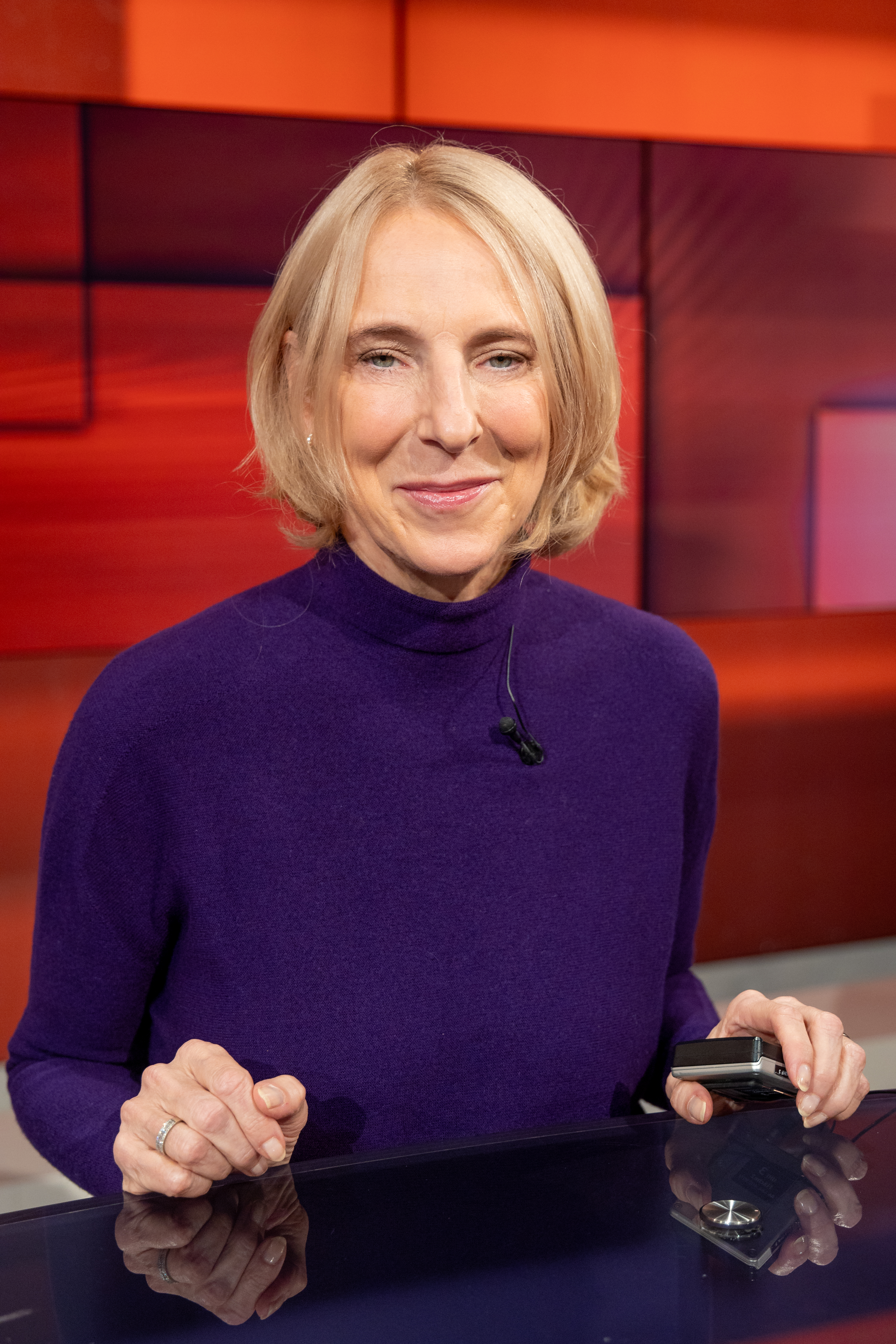
Katrin Eigendorf (* 1962)

- Eigendorf, Lutz (1956–1983), deutscher Fußballspieler
- Eigendorff, Hugo (1901–1980), deutscher Theaterregisseur und Opernsänger
- Eigendorff, Rainer (* 1949), deutscher Theaterregisseur
- Eigener, Wilhelm (1904–1982), deutscher Tierillustrator und Grafiker
- Eigenfeld, Katrin (* 1946), deutsche Politikerin (Bündnis 90/Die Grünen)
- Eigenfeld, Ulrich (* 1947), deutscher Politiker (NPD)
- Eigenheer, Marianne (1945–2018), Schweizer Künstlerin und Kunstprofessorin
- Eigenherr, Joachim (* 1947), deutscher Sprinter
- Eigenmann, Carl (1849–1931), Schweizer Politiker
- Eigenmann, Carl H. (1863–1927), deutsch-US-amerikanischer Biologe, Ichthyologe und Herpetologe
- Eigenmann, Christoph (* 1979), Schweizer Skilangläufer
- Eigenmann, Daniel (* 1992), Schweizer Eishockeyspieler
- Eigenmann, Emma (* 1930), liechtensteinische Politikerin (FBP)
- Eigenmann, Sibyl (* 1985), Schweizer Politikerin (Die Mitte)
- Eigenmann, Urs (* 1946), Schweizer römisch-katholischer Theologe
- Eigenrauch, Yves (* 1971), deutscher FußballspielerYves Eigenrauch (* 1971)

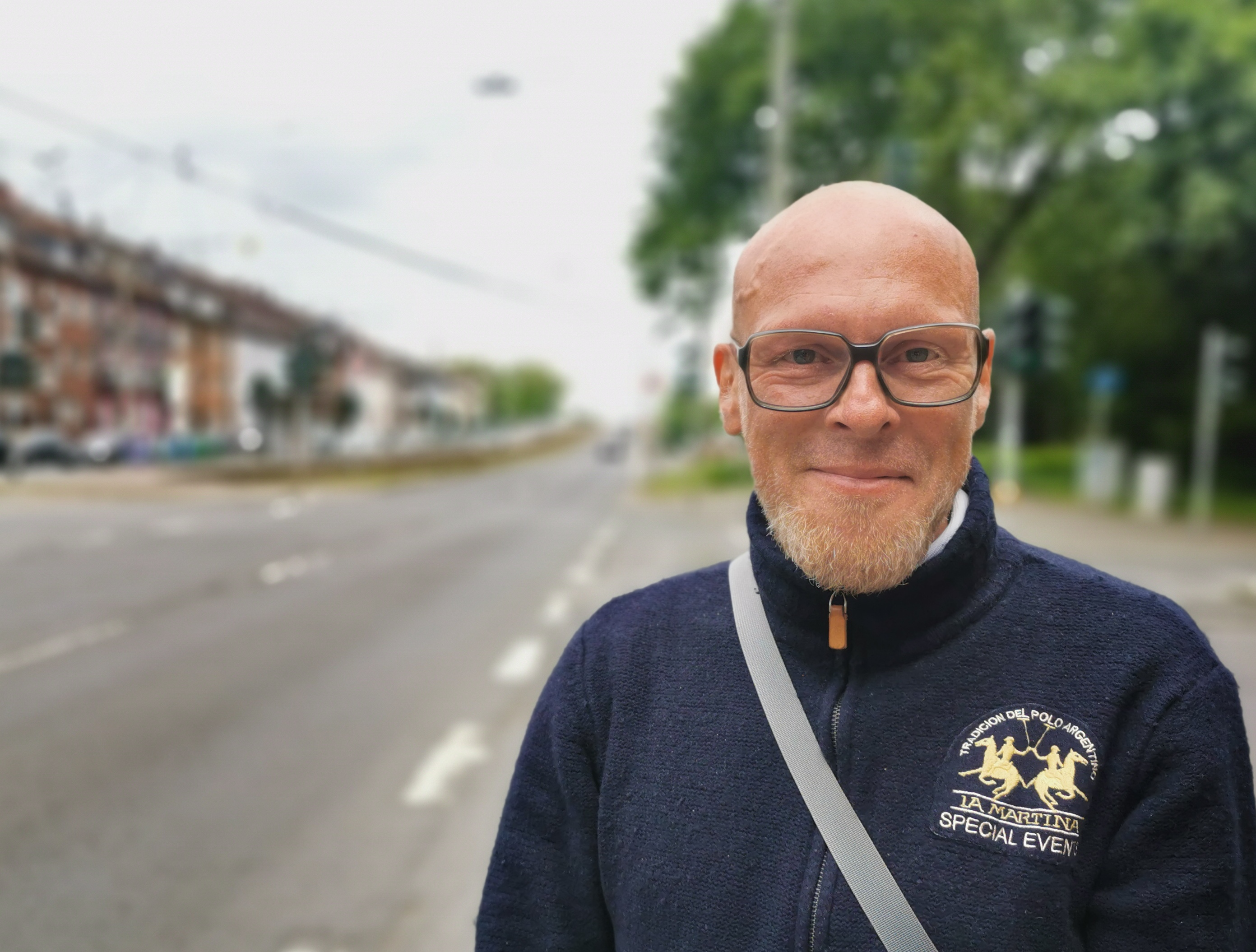
Yves Eigenrauch (* 1971)

- Eigensperger, Monika (* 1959), österreichische Journalistin und Radiomoderatorin
- Eigenstiller, Johann (1943–2025), österreichischer Fußballspieler
- Eigenthaler, Egon (* 1938), deutscher Werbegrafiker und Politiker, MdL, Kreis- und Stadtrat Nürtingen (parteilos)
- Eigentler, Christian (* 1983), österreichischer Rennrodler und Rennrodelfunktionär und -trainer
- Eigentler, Markus (* 1980), österreichischer Skispringer
- Eigenwillig, Christian Heinrich (1732–1803), deutscher Maurermeister in Dresden
- Eigenwillig, Eckehard (* 1955), deutscher Fußballspieler
- Eiger, Władysław (1907–1991), polnischer Musiker

### Eigi
- Eigil von Fulda († 822), vierter Abt von Fulda
- Eigirdas, Arūnas (* 1953), litauischer Politiker, Mitglied des Seimas

### Eigl
- Eigl, Adolf (1883–1958), österreichischer Politiker
- Eigl, Kurt (1911–2009), österreichischer Drehbuchautor, Journalist, Schriftsteller und Verleger
- Eigl, Kurt (* 1954), deutscher Fußballspieler
- Eigler, Christian (* 1984), deutscher Fußballspieler
- Eigler, Donald M. (* 1953), US-amerikanischer Physiker
- Eigler, Florian (* 1990), deutscher Freestyle-Skisportler
- Eigler, Friedrich (1940–2025), deutscher Gymnasial- und Hochschullehrer
- Eigler, Friedrich Wilhelm (* 1932), deutscher Chirurg und Transplantationsmediziner
- Eigler, Joachim (* 1966), deutscher Wirtschaftswissenschaftler
- Eigler, Martin (* 1964), deutscher Regisseur und Autor
- Eigler, Martin der Ältere († 1769), Hofschreiner der Markgrafen von Baden-Baden
- Eigler, Ulrich (* 1959), deutscher Klassischer Philologe

### Eigm
- Eigmüller, Monika (* 1975), deutsche Soziologin und Hochschullehrerin

### Eign
- Eigner, Andreas (1801–1870), deutscher Restaurator und Konservator in Augsburg
- Eigner, Bernd (* 1972), deutscher Fußballspieler und -trainer
- Eigner, Christian (* 1971), österreichischer MusikerChristian Eigner (* 1971)

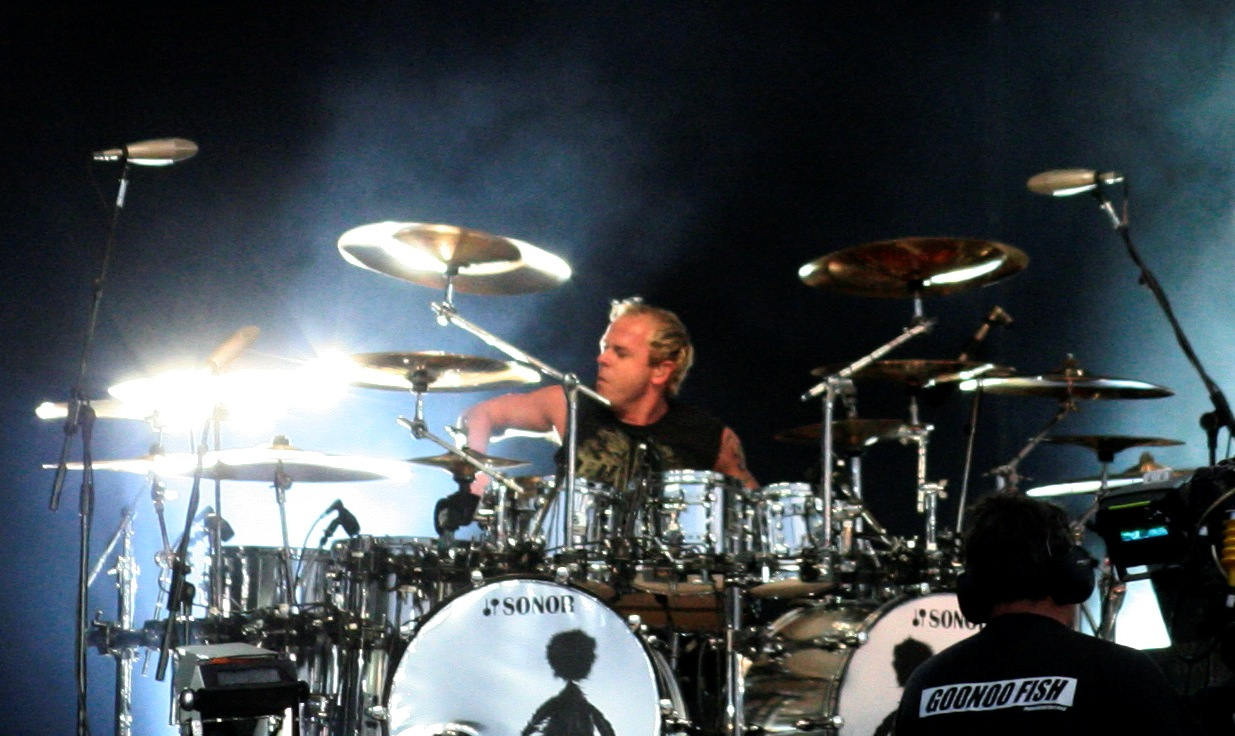
Christian Eigner (* 1971)

- Eigner, Edwin M. (* 1931), amerikanischer Literaturwissenschaftler
- Eigner, Gebhard Friedrich (1776–1866), deutscher Lehrer, Bibliothekar und Museumsdirektor
- Eigner, Gerd-Peter (1942–2017), deutscher Schriftsteller
- Eigner, Ignaz (1854–1922), österreichischer Lithograf
- Eigner, Isabella, deutsche Journalistin und Chefredakteurin
- Eigner, Johannes (* 1960), österreichischer Diplomat
- Eigner, Larry (1927–1996), amerikanischer Dichter
- Eigner, Martin (* 1951), deutscher Maschinenbauingenieur und Hochschullehrer
- Eigner, Moritz von (1822–1900), österreichischer liberaler Politiker, Landtagsabgeordneter
- Eigner, Peter (* 1960), österreichischer Wirtschaftshistoriker
- Eigner, Stefan (* 1999), österreichischer Musiker
- Eigner, Susanne (* 1979), deutsche Fußballspielerin
- Eigner, Willibald (* 1948), österreichischer Architekt und Politiker (ÖVP), Landtagsabgeordneter
- Eigner, Wolf-Dieter (1952–1988), österreichischer Schriftsteller

### Eigo
- Eigo, Joe (* 1980), kanadischer Gymnastiker, Kampfkünstler und Stuntman

### Eigr
- Eigruber, August (1907–1947), österreichischer Politiker (NSDAP), MdR, Gauleiter von Oberdonau und Landeshauptmann von OberösterreichAugust Eigruber (1907–1947)

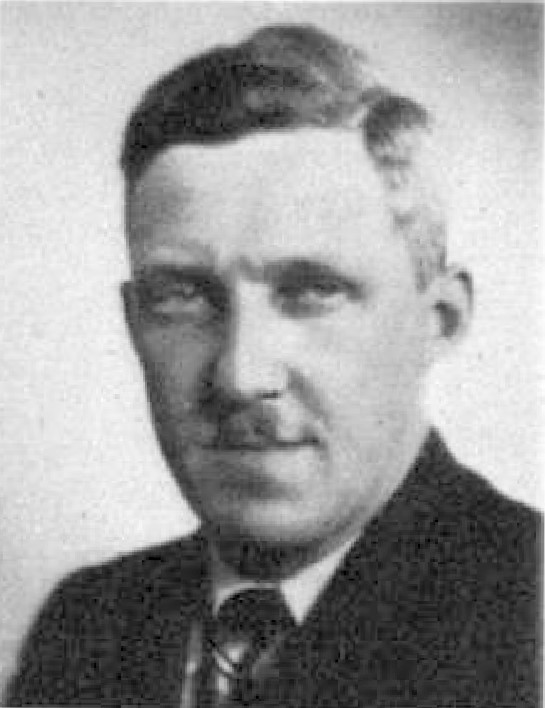
August Eigruber (1907–1947)

- Eigruber, Hermann (1930–2013), österreichischer Gewerbetreibender und Politiker (FPÖ), Abgeordneter zum Nationalrat

### Eigs
- Eigsti, Taylor (* 1984), US-amerikanischer Jazzpianist

### Eigt
- Eigtved, Nicolai (1701–1754), dänischer Architekt und Baumeister